# Bachata
La bachata es un género musical bailable originario de República Dominicana dentro de lo que se denomina folclore urbano. Está considerado como un derivado del bolero.
En la ejecución de la bachata tradicional, las maracas del bolero fueron sustituidas por la güira, se asumió la ejecución virtuosa y libre del bongó propia del son cubano y se incorporaron guitarras al estilo de los tríos latinoamericanos populares en Cuba y Puerto Rico. En un primer momento, esta manera cruda de interpretación fue conocida como «bolerito de guitarra».
La bachata surgió en la marginalidad urbana de los bares y burdeles de Santo Domingo. Durante los años 60 y principios de los 70, desdeñada como música de las clases pobres, fue conocida como «música de amargue». Este concepto se refería al estado de melancolía provocado por el desamor, siempre reflejado en la temática de sus composiciones. Su difusión por esos años, estuvo limitada a escasas emisoras, ya que era considerada como una música vulgar.
El interés masivo por el ritmo surgió a partir de los años ochenta, con la importancia que alcanzó el ritmo en los medios de comunicación. Fue declarado República Dominicana  patrimonio inmaterial de la humanidad el 11 de diciembre de 2019 por la Unesco.

## Etimología
A comienzos de los años 20 en Cuba, el término «bachata» se usó para definir un tipo de reunión social festiva. Etimológicamente, la palabra bachata es de origen africano y designa la juerga, el jolgorio y la parranda, según Fernando Ortiz Fernández.
La bachata era sinónimo de recreación popular, de fiesta de patio, de la calle o en barrios y esto la vincula con su antecedente africano. Por otro lado, su vinculación con España la notamos en el fandango, manifestación cultural a la que en palabras de  «Casi todos los cronistas que tocan este tema lo refieren a una festividad abierta y no a una música».[cita requerida]
En Santo Domingo, la referencia más antigua acerca de la bachata como nombre para designar fiestas de cualquier tipo de música ―y no como género musical―, se encuentra en documentos que datan de 1922 y 1927. El informe de 1922 se refiere al hombre común del poblado de Sabaneta, en la Línea Noroeste y describe de este modo lo que podemos encontrar allí:

...todo lo que puede halagar sus vicios y apetitos mal contenidos: peleas de gallos, golosinas y ron; pero lo que más le encanta y atrae es la fiesta (si es de acordeón) o la bachata si es de guitarras y cantos o boleros. Allí se está largas horas, entre trago y trago, sin que le preocupe para nada la heterogeneidad social de conjunto, ni el hálito asfixiante con que el polvo y el sudor enrarecen el ambiente, ni la forma incivil con que se arrebatan unos a otros las bailadoras, hasta que muy entrada la noche vuelve achispado al hogar.

## Historia

### Orígenes
El bolero latinoamericano, como expresión musical durante los años 30, 40 y 50, penetró el gusto de los dominicanos. Este ritmo convivió con otras expresiones de la música latinoamericana, también muy populares por esa época en República Dominicana, como el corrido mexicano, el huapango o el pasillo, entre otros.
La música popular de los tríos románticos, cuartetos, conjuntos y solistas de países como México, Cuba y  entre otros,  constituyó una fuerte influencia en esos músicos populares dominicanos que iban desarrollando su oficio en las zonas marginales de Santo Domingo y otras ciudades, a comienzos de los años sesenta. Esto permitió articular una expresión musical propia de la República Dominicana a partir de los años 60.

### Primera etapa
A esta etapa pertenecen cantantes como Rafael Encarnación, Tommy Figueroa, Luis Segura y Edilio Paredes.
El 30 de mayo de 1962, José Manuel Calderón, acompañado del trío Los Juveniles, grabó en los estudios de Radio Televisión Dominicana los temas «Borracho de amor» y «Condena (qué será de mí)», esta última de Bienvenido Fabián.  Estas interpretaciones se consideran entre las primeras grabaciones del género.
Rafael Encarnación fue quien logró colocar este ritmo en el gusto popular de la gente a principio de los años 60´s en Santo Domingo. Encarnación debutó en octubre de 1963 con los temas «Muero contigo», «Ya es muy tarde», «Yo sería capaz», «Esclavo de tu amor» y «No lo niegues», entre otros. No obstante, su carrera en el medio artístico duró menos de un año, quedando truncada por su muerte en un accidente de tránsito, en marzo de 1964.
En 1964, Luis Segura grabó «Cariñito de mi vida», su primer sencillo. Ese mismo año nació Radio Guarachita, propiedad de Radhamés Aracena. La Guarachita, originalmente una tienda de discos ubicada en la calle El Conde de la capital dominicana, tuvo una participación fundamental en la difusión radiofónica del género, aparte de ser prácticamente la única empresa que realizaba las grabaciones a los artistas de bachata.

### Segunda etapa
Esta etapa tuvo que ver con la aparición de una nueva generación de cantantes promovidos por Radio Guarachita. Surgieron voces como Mélida Rodríguez «La Sufrida», y Leonardo Paniagua, que fueron parte de una expresión que tuvo su auge entre los años 70 y 80, hasta que esta tendencia declinó a favor de las expresiones un poco más «refinadas» de la bachata.
Luis Segura «El Añoñaíto» fue una figura importante en esta segunda etapa. Su canción «Pena», grabada en 1982, abrió una página en la historia de este ritmo, al generar la popularidad necesaria para despojar esta expresión musical del rechazo que generaba en los sectores de las clases media y alta dominicana, la cual hasta ese momento era exclusiva de las clases marginadas del país.
A la popularidad de la bachata en esos años contribuyó también Leonardo Paniagua, con sus versiones de canciones populares como «Chiquitita», del grupo sueco ABBA, y «Amada amante», del cantante brasileño Roberto Carlos.

### Tercera etapa
Se fortaleció desde fines de los años 80 y principios de los 90. Esta etapa representó un salto cualitativo con respecto al camino transitado en el pasado. Se logran productos más elaborados en términos de arreglos musicales y una mejora sustancial en los textos. Esta etapa presenta dos vertientes, la vertiente «rosa» y el «tecnoamargue».
La vertiente rosa estuvo representada, principalmente, por los cantautores Víctor Víctor y Juan Luis Guerra, siendo un resultado de la hibridación de la bachata con la balada romántica. Las producciones «Inspiraciones» de Víctor y «Bachata Rosa» de Guerra se colocaron rápidamente entre los primeros puestos de ventas en República Dominicana, alcanzando también popularidad en el extranjero.
Por otro lado el tecnoamargue, con la instrumentación electrónica, trajo consigo fusiones con otras expresiones modernas de la música. Los máximos exponentes de este subgénero fueron Sonia Silvestre como intérprete y Luis Días como su compositor y creador de fusiones con géneros como el rock y jazz, además de otros ritmos dominicanos y caribeños, subgénero que se hizo muy popular en el país. Hay que señalar que la poética de Días era diametralmente distinta de la de Víctor y Guerra: Si estos se caracterizaban en sus letras por el romanticismo, Luis colindaba en sus textos con el expresionismo abstracto.
Cabe destacar también a Anthony Santos conocido como «el Bachatu» o «Tu Mayimbe», quien al inicio de la década de los 90, jugó un rol importante en la redefinición.  

### Etapa actual
La bachata en nuestros días está marcada por el surgimiento de formas digitalizadas de música y la introducción de otros aires e instrumentos como congas, saxofones y timbales, además de fusiones con otros géneros musicales. En las letras se siente la influencia de la vertiente rosa, en contraste con el doble sentido erótico-sexual de la bachata anterior a los años 80, primando las expresiones de amor y desamor, la nostalgia y, el estilo de vida donde la mujer es fuente de amor y deseo.
En esta etapa, la bachata se masifica y se impone como un ritmo con características propias. Desaparece por completo la empresa La Guarachita y su emisora. Aparece la figura del empresario y el promotor artístico, con lo cual los artistas de bachata se convierten en fenómenos de masas en el país. Voces como Blas Durán, Ramón Torres, El Chaval de la Bachata, Zacarías Ferreira, Luis Miguel del Amargue, Elvis Martínez, Frank Reyes, Teodoro Reyes, Raulín Rodríguez, Yoskar Sarante, Chicho Severino, Luis Vargas y Joe Veras forman parte de esta nueva legión de bachateros que popularizaron el género en República Dominicana.
La internacionalización definitiva se da con el grupo Aventura, con Romeo Santos como vocalista, quien en solitario se consagra como el más importante exponente en esta nueva etapa de la bachata y el más reconocido internacionalmente. También aparecen grupos con proyección internacional como los dominicanos Monchy & Alexandra y el estadounidense Xtreme, además de solistas como Ivy Queen, Prince Royce, Maite Perroni, Toby Love, Daniel Santacruz o Natti Natasha, todos ellos (exceptuando la última), grabando éxitos en bachata sin ser originarios de República Dominicana.

## Sociología de la bachata
La bachata, al igual que el tango y otras expresiones musicales de Latinoamérica, reproduce la melancolía y el ánimo de amar, combinando la pasión de amor y desamor con la nostalgia del migrante que, en el caso dominicano, es una migración del campo a la ciudad. En la bachata, la nostalgia en la expresión musical coincidió con el período de crecimiento de la cultura suburbana proveniente de la migración rural-urbana que se dio a partir de 1962. En ese período a la bachata se le conoció como «música de amargue», por esa evocación nostálgica.

## Baile
El movimiento básico del baile es una serie de pasos simples que produce un movimiento de adelante para atrás o de costado a costado.
Un posible esquema sería el siguiente: Contando que el paso básico son 4 tiempos. Con el pie derecho se hace un chassé hacia la derecha, el 1 (comenzando con pies juntos simplemente abrimos con pie derecho al lado derecho). El 2 pie izquierdo se junta con el derecho otra vez. El 3 repetimos el primer paso (abrir pie derecho). Y el 4 volvemos a juntar (la mujer junta el pie izquierdo en punta) dando un golpe de cadera hacia arriba al lado de donde venimos (en este caso lo daríamos a la izquierda), la mujer lo hará más pronunciado. Y se repite la misma secuencia hacia el otro lado, pero como ahora vamos hacia el lado izquierdo, abrimos con pie izquierdo. Podemos imaginar que nos movemos todo el rato en la misma línea pero no hacia delante y hacia atrás, sino de lado a lado.
El paso básico es simple, la dificultad se encuentra en mantener el paso de piernas, mientras se mueven los brazos (este movimiento de brazos tiene un amplio repertorio pues el hombre indicará a la mujer giros, pases de brazos por delante, por detrás, enroscamientos, lanzamiento de brazos) al mismo tiempo que bailas con una persona, pues es un baile de dos. La mujer deberá aprender a hacer determinadas figuras con los brazos. En bachata la figura de las manos es la misma que en salsa, pues en este sentido vienen muy de la mano.
El hombre dirige a la mujer con movimientos de brazos y manos y no es tarea fácil, pues debe saber guiarla. Un hombre que no guie bien no será bueno en bachata, así como ocurre en salsa o en tango. La mujer debe saber seguir al hombre e interpretar lo que le indica con cada movimiento de brazos.
La bachata es un baile sensual y de seducción al igual que el tango y la kizomba.
Con el paso de los años se han desarrollado varios estilos o formas de bailar. Inicialmente el estilo tradicional (o dominicano), con pasos más cortos rápidos y mucho más separado de la pareja; donde cuenta mucho el movimiento de los pies y las caderas. Más tarde nace el estilo sensual, atribuido a Korke Escalona y Judith (bailarines españoles), con incidencias del tango y el zouk, entre otros. Recientemente surgen nuevas combinaciones como la bachata fusión, que podría incluir pasos de géneros urbanos y el bachatango.